# Estreito de Mícala

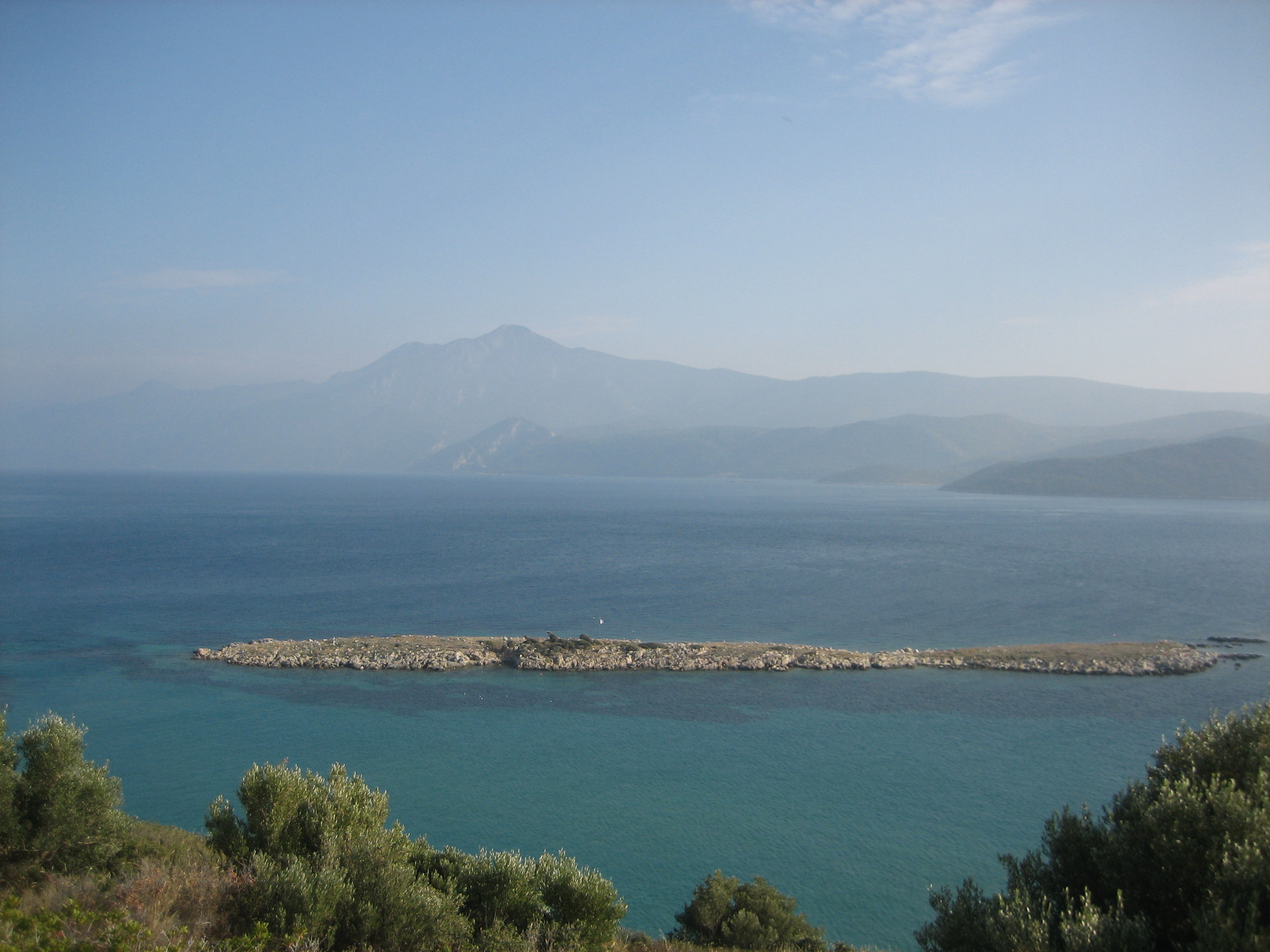
Monte Mícala e estreito de Mícala

O estreito de Mícala (em grego:   Στενό της Μυκάλης) é um estreito que separa a ilha grega de Samos da península da Anatólia (Turquia). No seu ponto mais estreito tem apenas 1,6 km de largura, sendo o ponto mais estreito entre qualquer ilha do mar Egeu e a Turquia continental. O seu nome é devido ao monte Mícala localizado no continente.